# Arvada (Wyoming)
Arvada – jednostka osadnicza w Stanach Zjednoczonych, w stanie Wyoming, w hrabstwie Sheridan.